# Chula United Football Club
El Chula United Football Club (tailandès สโมสรฟุตบอลจุฬา ยูไนเต็ด) és un club tailandès de futbol de la ciutat de Bangkok.

## Història
El club va ser fundat l'any 1934 com a Chulalongkorn University FC, club de la universitat del mateix nom. L'any 1996 es fundà un altre club anomenat Sinthana FC. L'any 2004 ambdós clubs es fusionaren i adoptaren el nom Chula-Sinthana FC. L'any 2008 adoptà el nom Chula United FC.

## Palmarès

### Chula-Sinthana FC
- Segona divisió - Division 1 League:
  - 2007 (Grup B)

- Tercera divisió - Division 2 League:
  - 2006

### Sinthana FC
- Lliga tailandesa de futbol: 
  - 1998

- Kor Royal Cup (ถ้วย ก.) : 
  - 1997, 1998

- Copa tailandesa de futbol: 
  - 1997

### Chulalongkorn University FC
- Kor Royal Cup (ถ้วย ก.) : 
  - 1920